# Orthozona curvilineata
Orthozona curvilineata là một loài bướm đêm trong họ Noctuidae.